# 아나르코공산주의
아나르코공산주의(프랑스어: Anarcho-communisme, 영어: Anarchist communism) 또는 자유지상적 공산주의(영어: libertarian communism)는 정치적 자유(필수적인 노동자 자주 관리, 상호 연합, 직접 민주주의를 주장)를 주장하며, 기타 조류 공산주의 운동과 자유의지주의적인 운동을 혼합한 사상 흐름이며 가장 지배적인 아나키즘 분파이다. 이들의 기본적인 요구는 국가, 시장, 돈, 자본주의, 생산수단의 사적소유의(private property) 철폐이지만 생산수단을 제외한 소유물인 동산(personal property, 생산수단을 제외한 재산, 즉 차, 가방 각종 가전제품 및 가구 등 일상에서 상호작용하는 재산 )은 존중하며, 생산수단의 공유, 직접 민주주의 자유연합의 수평적 네트워크, 노동자 평의회 그리고 루이 블랑(프랑스어: Louis Jean Joseph Charles Blanc)의 유명한 문구인 "각각의 능률에 따라, 각각의 필요에 따라."라는 원칙을 중시한다.
한편 대표적으로 반역 아나키스트들을 비롯한 몇몇 종류의 아나키스트들은 막스 슈티르너의 에고이즘과 급진적 개인주의 철학에 영향을 받아 아나코 코뮤니즘 사회의 건설이 개인의 자유 실현에 가장 적합하다고 생각한다. 또한 많은 아나키스트들은 아나코 코뮤니즘을 개인과 사회 사이의 대립을 화해 시키는 방법이라고 생각한다.이런 입장의 아나키스트들은 개인이 해방되기 위해선 물질적 조건과 권위가 부재한 사회의 건설이 필요하며, 자유롭고자 하는 욕망이 그런 사회를 건설하고자 하는 욕망으로 이어진다는 점을 강조한다는 점에서, 일종의 계몽된 이기심을 주장한다. 매티 토마스라는 에고이즘 성향의 아나코 코뮤니스트는 이를 다음과 같이 표현했다. "너와 내가 슬프다면, 어떻게 인류가 행복할 수 있겠는가?"
아나코 공산주의 초기 운동은 잉글랜드 내전에서 일어났으며 그 기간에서 프랑스 혁명까지 지속적으로 일어났다. 프랑스 혁명이 끝난 후 급진적 사회주의 조류에서 발전 된 무정부 공산주의는 러시아 혁명 이전까지 서서히 표트르 크로폿킨에 의해 이론적 발전을 하였고, 무정부 공산주의를 전파한 통합주의자들 덕분에 그 세력이 이탈리아와 프랑스 등지에서 확장되어갔으며 현재까지는 아프리카에서도 확장되고있다. 현재까지, 아나코 공산주의 사회의 가장 유명한 예는, 스페인 혁명 기간 동안 1936년부터 내전이 프란시스코 프랑코의 승리로 끝날때까지 아나키스트들이 점령한 스페인 아라곤과 카탈루냐 지역에서 나타났었으며, 그에 이르러 러시아 혁명 기간인 1919년 우크라이나 지방에서 아나코 공산주의자들의 활동이 거셌다. 후에 프랑코에 대항한 스페인 내전에서의 스페인 인민해방전선에서도 아나코 공산주의 성향이 나타났다.

## 개요

### 초기 활동

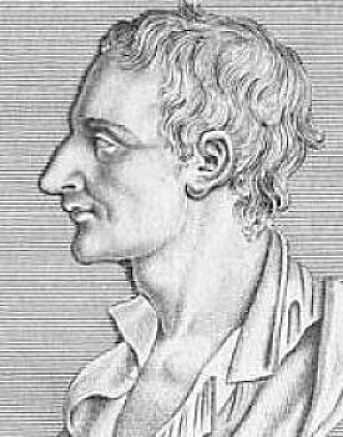
실뱅 마레샤

무정부주의 공산주의의 흐름은 잉글랜드 내전에서 프랑스 혁명 기간 동안에 나타났다. 영국의 급진파 운동 세력의 일부를 장악하고 있던 제러드 윈스탠리는 《New Law of Righteousness》라는 논문에서 "더 구매 또는 판매할 수 있도록 설치된, 박람회나 시장은 없어져야하며, 전 세계에 있는 민중들이 공유할 수 있는 재산 공유제를 실시해야한다." 라고 주장했다. 이 주장은 무정부 공산주의의 기본 방침이다. 또한 프랑스 혁명 동안, 실뱅 마레샤는 1796년 《Manifesto of the Equals》이라는 자신의 선언문에서 "지구에서의 은혜를 공유함에 있어서 빈부의 차는 없어야한다."라고 했으며 "빈곤한 자와 부유한 자, 지배자와 피지배자는 소멸되어야한다."라고 자신의 주장을 비유적으로 표현했다. 그러나, 이 당시에는 '아나코-공산주의'란 단어로 통칭되지는 않았다.

## 지향점
공산주의는 정당 또는 개별 정치인에 의해 존재를 선포할 수 있는 어떤 것이 아니라 노동자 자신들의 많은 참여와 실험을 통해 만들어져야 하는 어떤 것이다.
따라서 '공산주의'는 구 소련이나 현재의 베트남이나 북한과 아무런 공통점이 없다는 것을 이 단계에서 지적하는 것은 가치가 있다. 이들은 단지 국가라는 하나의 자본가가 있는, 본질에서 자본주의 사회다. 그리고 여당이 ‘공산당’이라고 자칭하면서 세계에서 가장 성공적인 자본주의 국가 중의 하나를 감시한다는 중국과도 아무런 관계가 없다. 그러나 역사적으로 다양한 혁명적인 사건(이전에 언급한 사건의 일부)에서 노동계급의 구성원들은 공산주의를 실현하기 위해서 다양한 방식의 실험을 했다. 이 과정에서, 그들은 우리가 우리의 계급이익을 위해 함께 행동할 때 가능한 것이 무엇인지에 관한 실질적인 사례뿐만이 아니라 공산주의 사회를 조직하는 방법에 대한 원칙을 수립했다.

### 보스 없는 사회
개인이나 국가의 손아귀에 있는 생산수단-토지, 공장, 사무실 등등-의 소유 또는 통제 대신에, 공산주의 사회는 그 수단의 공동소유 및 통제를 기반으로 한다. 그리고 교환과 이윤을 위한 생산 대신에, 공산주의는 안전한 환경을 위한 필요성을 포함하여 인간의 필요를 충족하기 위한 생산을 의미한다. 이미 오늘날, 생활에 필요한 모든 것을 생산하고 모든 서비스를 하는 것은 우리 노동자이다. 우리는 도로를 건설하고, 집을 짓고, 열차를 운행하고, 병자를 돌보고, 아이들을 양육하며, 음식을 만들고, 제품을 설계하고, 옷을 만들고, 다음 세대를 가르친다. 그리고 모든 노동자는 종종 사장들이 우리를 돕는 것 이상으로 우리를 방해하고 있다는 것을 알고 있다. 노동자가 효율적으로 작업장을 직접 운영할 수 있는 예는 풍부하다. 그리고 사실 그렇게 계층적으로 조직된 작업장보다 더 잘할지도 모른다. 최근의 한 예로 국가 산업의 3분의 1이 노동자 통제 아래 있었던 아르헨티나에서의 2001년 봉기 동안 점거한 공장이 있었다. 그리고 역사적으로, 더 크고 더 광범위한 예가 있다. 예를 들면, 1936년 스페인 내전 기간 동안, 스페인 혁명에서 노동자들은 산업 대부분을 장악하고, 집단적으로 운영했다. 그것이 가능했던 어떤 지역에서는, 노동자가 화폐를 폐지하거나 부족하지 않은 상품을 무료로 배분하는 등, 공산주의 사회에 근접하게까지 나아갔다. 총파업 기간 1919년 시애틀의 도시는 점거되어 노동자에 의해서 운영이 되었던 적이 있다. 1917년 러시아에서, 볼셰비키가 사장들의 권리를 돌려주기 전에 노동자들은 공장을 점령 하기도 했었다.

### 임금 노동의 철폐
공산주의는 우리의 행동과 생산이 이제는 사고 파는 형태가 아닌, 돈이 없는 사회를 의미한다. 공산주의 사회에서는, 인간이 임금 시스템에 의해 강제된 암묵적인 빈곤의 위협 없이도 생존할 수 있는 충분한 생산을 할 수 있는가에 대해 대부분이 의문을 품고 있을지도 모른다. 그러나 우리가 생산 활동에 참여하기 위해 빈곤이나 기아의 위협에 매달릴 필요가 없다는 것을 보여주는 충분한 증거가 있다. 인류 역사의 대부분에서, 우리는 돈이나 임금노동을 갖고 있지 않았다. 하지만 필요한 임무는 이미 수행되었다. 예를 들어, 수렵채집사회는, 일과 놀이 사이에 차이가 없는 전적으로 평화스럽고 평등한 사회였다. 오늘날에도 필요한 많은 일이 무료로 행해진다. 예를 들면 영국에서는, 오랜 시간 사람들(주로 여성)이 일하는 데에도 매일 세 시간 이상 무급으로 가사 일을 하고 있다. 이 사람들의 거의 10%는 무급으로 돌봄 일을 하고 있으며, 영국 성인의 25%는 적어도 한 달에 한 번 자원봉사하고 있다. 전 세계적으로 경제에서 무급 노동의 가치는 2011년에 약 11조 달러였다. 당신이 생각할 수 있는 거의 모든 유용한 일의 형태 역시 임노동에 의한 것이 아닌 무료로 사람들에 의해 수행되기도 한다. 이것이 임노동이 반드시 필수적인 것이 아님을 보여준다. 작물을 키우고, 아이들을 돌보며, 곡을 연주하고, 차를 수리하고, 청소하고, 그들의 문제에 대해 사람들에게 이야기하며, 아픈 사람을 돌보고, 컴퓨터 프로그래밍을 하고, 옷을 만들고, 제품을 설계하는. 이러한 형태의 일은 끝없이 많다. 원하는 것을 하고 원하는 방법으로 일할 수 있는 자유와 통제를 가지고 있는 사람들과 그리고 그렇게 하는 데 있어서 건설적이고 사회적으로 유용한 이유를 가진 사람들은 그것이 최상의 동기가 될것이다. 자유 소프트웨어 운동 같은 것들 역시 사회적으로 유용한 목적을 위한 비 위계적이고, 집단적인 조직이 사회적으로 유용한 목표를 달성하는데 이윤을 위한 위계적인 조직에 비해 어떻게 우월할 수 있는지, 그리고 생산을 위한 동기를 자극하기 위해 임금이 필요하지 않음을 보여 주기도 한다. 더 효과적으로 노동과정을 만드는 이윤 동기, 어떤 기술적인 발전 없이, 그리고 노동자를 해고해서 나머지 작업을 더 어렵게 만드는(현재 일어나고 있는 것과 같은) 대신, 우리는 모두 바로 조금 덜 일 하고 더 많은 자유 시간을 가질 수 있을 것이다.

### 국가 없는 사회
국가에 대해서 우리가 얘기할 때에 우리는 정부를 “아주 소수의 사람에 의해서 통제되고 운영되는. 주어진 영역 내에서 정치적 그리고 법적인 결정을 할 수 있는, 또한 필요하다면 폭력으로 그들을 강제하는 능력을 가진 조직으로서” 정의한다.
고용주와 노동자, 그리고 부자와 가난한 자 사이에 분할이 없으면, 소수의 사람에 의해 통제되어 부자들의 재산을 보호하고 빈곤, 임노동, 그리고 심지어 다른 모든 이들의 굶주림을 강요하는 경찰 같은 조직된 폭력의 일체는 이제는 필요하지 않게 될 것이다. 그리고 자본을 축적하거나 이윤을 창출할 필요 없이는 새로운 시장과 새로운 자원을 개척하기 위한 군대의 필요성도 사라질 것이다. 물론 여전히 반사회적인 또는 폭력적인 개인으로부터 사람들을 보호할 필요가 있을 것이다. 그러나 이것은 오히려 그들 자신의 폭력성과 살인에 대해서는 항상 처벌받지 않는 무책임한 경찰력에 의해 수행되는 것보다, 위임된, 서로 돌아가면서 그 역할을 맡으면서, 다시 소환할 수 있는 조직에 의해, 지역적이고 민주적인 방식으로 수행할 수도 있다. 집단적인 결정을 하는 데 있어서, 현재 대부분의 나라가 운영하는 “대의 민주주의” 대신에 우리는 직접 민주주의를 제안한다. 진정한 민주주의는 몇 년 동안 우리를 대신해 정치적 결정을 하는 한 줌밖에 안 되는 개인(보통 부유한)을 선출하는 위선을 제거할 것이다. 오늘날 우리는 “시장의 독재자들”이 회사의 이사회에서 하는 결정들은 어떻게 이뤄지는지 아무도 모른다. 우리는 직장과 지역사회 집회(총회)를 통해 우리 직장의 동료들로부터 우리 자신의 투쟁을 통제할 수 있으며, 우리는 위임 및 소환권과 함께 통신 기술과 노동자 평의회를 활용하여 거대한 지리적 영역에 걸쳐서 서로 협력할 수 있을 것이다.
그리고 우리의 투쟁을 조직할 수 있듯이, 노동 계급이 전에 했던 것처럼 결국, 우리는 역시 자신의 사회를 조직 할 수 있다. 예를 들면, 1956년 헝가리 반란 동안, 노동자평의회는 노동자들이 노동자 계급 민주주의에 기반을 둔 사회주의를 요구함에 따라 사회를 운영하도록 만들어졌다. 그리고 최근에, 1994년 봉기 이후, 멕시코의 치아파스 지역은 지도자가 없고 공무원이라는 용어가 2주간 제한된 직접 민주주의를 통해 국가로부터 독립적으로 운영된 적이 있었다.

## 같이 보기
- 공산주의
- 정강주의
- 좌파공산주의
- 직접 민주제
- 코뮌화
- 평의회주의
- 자유연합론
- 선물 경제
- 자유주의적 마르크스주의
- 사회적 아나키즘
- 소비에트
- Anarkismo.net